# Bruzaholm
Bruzaholm est une localité de Suède située dans la commune d'Eksjö du comté de Jönköping. Elle couvre une superficie de 0,64 km2. En 2010, elle compte 250 habitants.